# سنجاک
سانجاک (سیریلیک صربی: Санџак، تلفظ [sǎndʒak]) نام منطقه‌ای تاریخی در شبه جزیره بالکان است که امروزه مرزی میان دو کشور صربستان و مونته‌نگرو می‌باشد. نام سنجاک از زمان حکومت عثمانیان بر این منطقه گذاشته شد. بیشتر ساکنان سنجاک مسلمان هستند. نووی پازار پرجمعیت‌ترین شهر این منطقه است.

## نگارخانه

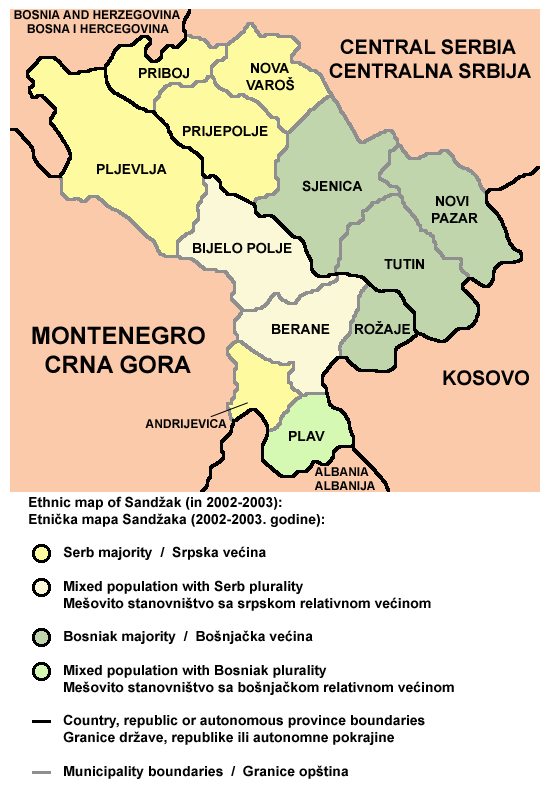
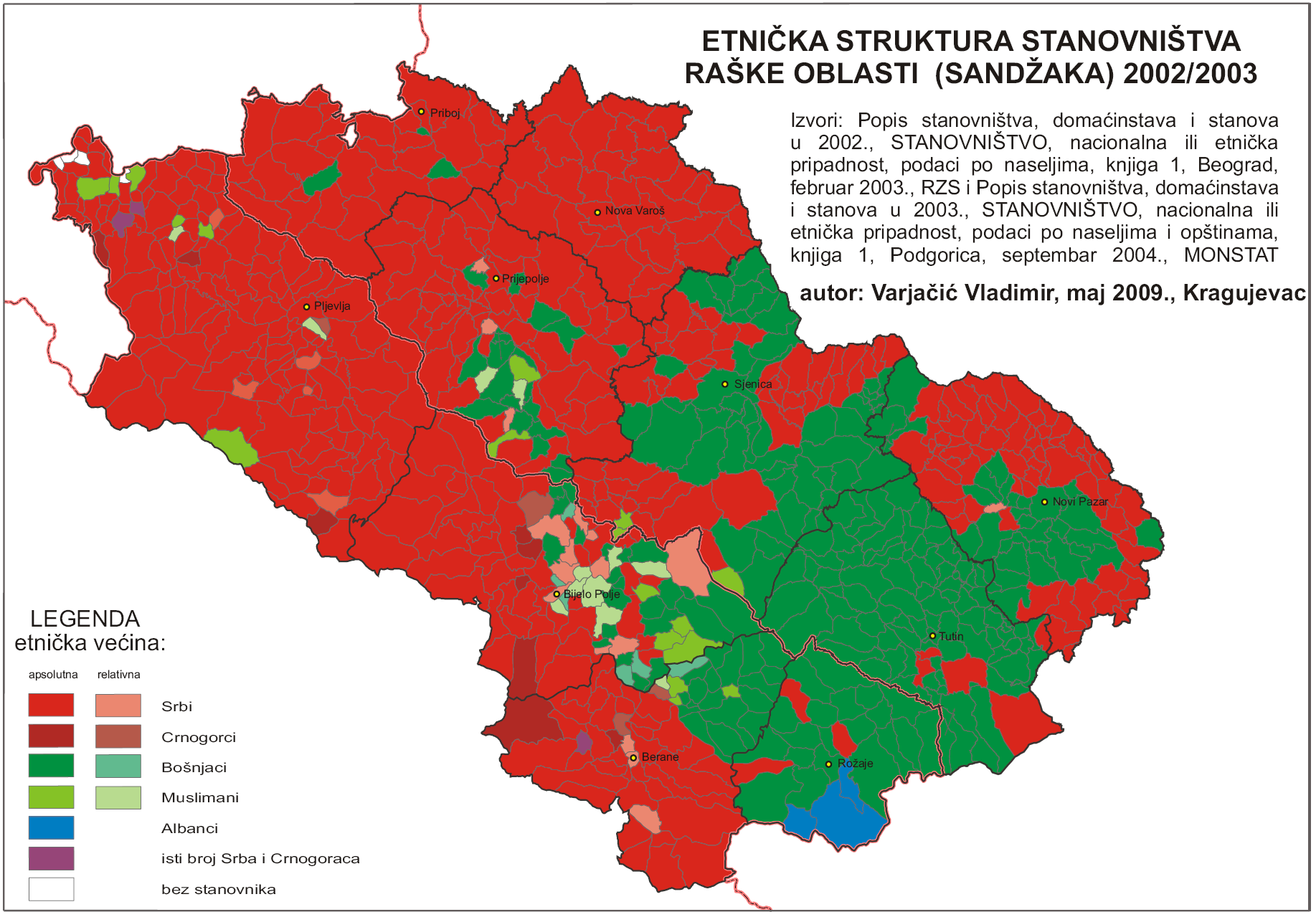